# Мокре (фільм)
«Мокре» — кінофільм режисера Боба Рейфелсона, що вийшов на екрани в 1995 році.

## Зміст
Досить приваблива дама відвідує один з магазинів, де намагається вибрати відповідну ванну для своїх апартаментів. Але що робити працівнику, який консультує її, якщо жінка не хоче брати товар, не випробувавши його разом з чоловіком? Продавець погоджується допомогти їй випробувати придбання, але вплутується в несподівану ситуацію...

## Ролі
| Актор           | Роль |
| --------------- | ---- |
| Арлісс Ховард   | -    |
| Сінда Вільямс   | -    |
| Кетлін Уілхойт  | -    |
| Джон Тоулс-Бей  | -    |
| Джон Тоулс-Бей  | -    |
| Гебріелль Торек | -    |

## Знімальна група
- Режисер — Боб Рейфелсон
- Сценарист — Боб Рейфелсон
- Продюсер — Ної Голден, Хартмут Колер, Мішель Мандавілль
- Композитор — Девід МакХью